# The Secret Circle (telessérie)
The Secret Circle (no Brasil, O Círculo Secreto) é uma série de televisão produzida por Kevin Williamson e Andrew Miller baseada na série de romance escrita por L. J. Smith. A série iniciou-se nos Estados Unidos no dia 15 de setembro de 2011 sendo exibida pelo canal The CW, no Brasil The Secret Circle estreou em 9 de novembro de 2011 no Warner Channel.
Em 11 de maio de 2012, a The CW anunciou que a série estaria cancelada devido os baixos índices de audiência. Fãs da série estão lutando para conseguir a continuação da série na ABC Family, fazendo postagens diariamente na pagina oficial da emissora no facebook. Esse esforço tem sido em vão porque ainda não houve uma renovação para a segunda temporada. 
A partir de 23 de novembro de 2012, na madrugada de sexta para sábado, o SBT estreou a série com o título de "O Círculo Secreto" na madrugada da emissora substituindo Dark Blue. Chegou ao fim de sua exibição na madrugada de 22 de março de 2013, contando com exibições de dois episódios juntos. Foi substituída pela reprise de "Eastwick.

## Sinopse
Situado na cidade fictícia de Chance Harbor, Washington, a série mostra uma adolescente da Califórnia, Cassie Blake, que vivia com sua mãe Amelia, até que a mãe morre em um trágico acidente. Cassie vai morar com sua avó Jane na pequena cidade Chance Harbor, Washington, onde os habitantes parecem saber mais sobre ela do que ela sabe sobre si própria. Quando Cassie conhece seus novos colegas, coisas perigosas e estranhas começam a ocorrer e aparentemente seus amigos estão envolvidos. O grupo explica a Cassie que eles são descendentes de bruxas, e que estavam esperando por ela, para se juntar e completar a nova geração do Círculo Secreto.

## Elenco

### Principais
- Britt Robertson

- Shelley Hennig.

- Thomas Dekker

- Phoebe Tonkin .

- Jessica Parker Kennedy

- Luois Hunter

- Chris Zylka

- Natasha Henstridge .

- Gale Harold

- Ashley Crow

- Adam Harrington

### Recorrentes
- Logan Browning como Sally Matthews[3]
- Zachary Abel como Luke

### Dublagem
Elenco Principal
- Cassie Blake : Luisa Palomanes

- Adam Conant : Renan Freitas

- Diana Meade : Fabíola Martins

- Faye Chamberlain : Flavia Fontenelle

- Melissa Glaser : Jessica Parker

- Nick Armstrong : Louis Hunter

- Jake Armstrong : Marcos Souza

- Charles Meade : Alexandre Moreno

- Dawn Chamberlain : Miriam Ficher

- Jane Blake : Lina Rossana

Elenco Secundário:
- Ethan Conant : Hércules Fernando

- Amelia Blake : Isis Koschdoski[carece de fontes?]

ESTÚDIO:
Delart
DIREÇÃO:
Flávia Fontenelle[carece de fontes?]

## Cancelamento
Em 11 de maio de 2012, a The CW anunciou que a The Secret Circle havia sido cancelada, um dos motivos era a audiência da série que cada semana caia com índices consideráveis.

## Resumo
| Temporada | Episódios            | Exibição original  | Exibição original      | DVD                | DVD      | DVD |     |
| Temporada | Estreia de temporada | Final de temporada | Região 1               | Região 2           | Região 4 |     |     |
| --------- | -------------------- | ------------------ | ---------------------- | ------------------ | -------- | --- | --- |
|           | 1                    | 22                 | 15 de setembro de 2011 | 10 de maio de 2012 | TBA      | TBA | TBA |

## Episódios
| N. | Título                          | Diretor(es)     | Escritor(es)                     | Exibição Original       | Audiência (em milhões) / (demo) |
| --- | ------------------------------- | --------------- | -------------------------------- | ----------------------- | ------------------------------- |
| 1 | "Pilot (Piloto)"                | Liz Friedlander | Andrew Miller                    | 15 de setembro de 2011  | 3.05 / 1.3                      |
| Depois de um acidente que leva a morte de sua mãe, Cassie Blake se muda para uma cidadezinha chamada Chance Harbor em Washington, com sua avó, e lá ela conhece um pessoal da escola que mostra sua verdadeira realidade: além de serem estudantes do ensino médio, são bruxos com poderes descontrolados até a chegada de Cassie para poder unir o Círculo Secreto de bruxos que vem existindo há milhões de anos. |                                 |                 |                                  |                         |                                 |
| 2 | "Bound (União)"                 | Liz Friedlander | Kevin Williamson & Andrew Miller | 22 de setembro de 2011  | 2.12 / 0.9                      |
| Depois de unirem o círculo, eles não poderiam fazer magia sem um outro membro, e isso irrita Faye, que gosta de usar magia para si propria. Enquanto isso, Cassie tenta ter uma vida normal, sem magica depois de conhecer uma pessoa normal. Enquanto isso, Adam tenta esconder seus sentimentos por Cassie de Diana e do resto do círculo. |                                 |                 |                                  |                         |                                 |
| 3 | "Loner (Solitário)"             | Colin Bucksey   | Richard Hatem                    | 29 de setembro de 2011  | 2.12 -"/ 1.0                    |
| Um galã esportista chamado Luke convida Cassie para o baile, e depois de ver Adam passando um tempo com Diana, ela aceita a oferta de Luke. Ao mesmo tempo, Melissa vê o baile como uma oportunidade de se aproximar de Nick. Faye, por outro lado, não aceita ir, e se foca em praticar seus poderes. Dawn descobre que alguém de seu passado, um homem intenso chamado Zachary, está na cidade questionando sobre Cassie e O Círculo, e pede a Charles para vigiá-lo. |                                 |                 |                                  |                         |                                 |
| 4 | "Heather (Heather)"             | David Barrett   | David Ehrman                     | 6 de outubro de 2011    | 1.96 / 0.8                      |
| Cassie vai atrás de descobrir o que aconteceu com a antiga amiga de sua mãe chamada Heather Barnes (atriz convidada Camille Sullivan) e descobre que ela está em estado catatônico desde a noite do incêndio, 16 anos antes. Sentindo-se culpada, pois a mãe dela e o Círculo talvez tenha algo a ver com o estado de Heather, Cassie diz a Diana que ela quer usar magia para ajudar Heather. Diana recusa ajudar, mas Faye diz que está mais que disposta a conjurar um feitiço - por um preço, mas se a mãe de Cassie o fez,ela não teria seus motivos? Será que foi uma boa ideia reacorda-lá? |                                 |                 |                                  |                         |                                 |
| 5 | "Slither (Escorregadio)"        | Liz Friedlander | Dana Baratta                     | 13 de outubro de 2011   | 1.89 / 0.8                      |
| Cassie luta com segredos enquanto ela está dividida entre lealdades; Melissa pede ajuda a Nick; Diana arranja um encontro com Adam; Charles surpreende Dawn. |                                 |                 |                                  |                         |                                 |
| 6 | "Wake (Acordar)"                | Guy Bee         | Dana Baratta                     | 20 de outubro de 2011   | 2.12 / 0.9                      |
| Faye planeja sua vingança quando um ex-namorado retorna à Chance Harbor. Quando Jake,um jovem misterioso, aparece em Chance Harbor, ele aprende que, muita coisa mudou desde sua última visita. A garota que ele deixou para trás, Faye, descobriu que ela é uma bruxa. E tem planos para o cara lindo que partiu seu coração. Para complicar ainda mais as coisas, ele lança seu olhar sedutor sobre Cassie, para a apreensão de Adam e para a aflição de Faye. |                                 |                 |                                  |                         |                                 |
| 7 | "Masked (Mascarado)"            | Charles Beeson  | Michelle Lovretta                | 27 de outubro de 2011   | 2.31 / 0.9                      |
| No Dia das Bruxas, Faye decide fazer uma festa de Halloween por diversão convidando algumas pessoas conhecidas, mas além delas vão pessoas perigosas na festa,Caçadores de Bruxas entram na festa e raptam todos do círculo, menos Jake. Eles chegam a uma casa no porto de barcos, e lá são quase mortos pelo ex acompanhante de baile da Cassie, Luke, mas Cassie grita NÃÃÃÃÃO!E o recipiente que mata bruxas quebra. Mas ele pega o reciente de Diana, mas Cassie da outro grito de raiva e coloca fogo em Luke, e o estranho é que ela fez sozinha, mas bruxos unidos não podem fazer magia sozinhos, então Adam e Cassie descobrir de onde vem a magia individual dela depois de ela ter salvado todos eles! |                                 |                 |                                  |                         |                                 |
| 8 | "Beneath (Abaixo)"              | John Fawcett    | Don Whitehead & Holly Henderson  | 3 de novembro de 2011   | 2.26 / 0.9                      |
| Preocupada que Jane esteja com problemas, Cassie e sua turma vão a uma viagem para checar como ela está. Faye começa a ver uma garotinha de capa amarela que fica gritando por socorro. Faye decide segui-la e logo depois Cassie vai atrás dela e Faye diz pra ela que aquela é ela(Faye) quando era criança e que aquele dia ela tinha se afogado e seu avo a salvou. Mas aquilo era uma lembrança de Faye que só ela e Cassie podiam ver, era uma pista que levou ao cadáver do avô de Faye que tinha sido morto por Dawn e Charles. |                                 |                 |                                  |                         |                                 |
| 9 | "Balcoin (Balcoin)"             | Brad Turner     | Andrew Miller & Andrea Newman    | 10 de novembro de 2011  | 2.17 / 0.8                      |
| Cassie e Jake decidem investigar um pouco mais sobre a história familiar de Cassie e descobrir porque ela tem poderes individuais. Mais adiante, as dúvidas de Faye fazem com que Adam se torne super protetor com Cassie. Enquanto isso, o primo de Melissa chega à cidade - fato que parece agradar Diana e incomodar Adam. Cassie descobre de onde vem a família do seu pai e não é a única, o que leva com que esta seja raptada. A avó de cassie encontra-se com problemas de memória, devido a um feitiço mal feito por Charles |                                 |                 |                                  |                         |                                 |
| 10 | "Darkness (Escuridão)"          | Chris Grismer   | David Ehrman                     | 5 de janeiro de 2012    | 2.05 / 0.8                      |
| Cassie compartilha um segredo profundo com Adam; Diana está em êxtase quando sua avó Kate (atriz convidade Stepfanie Kramer) a visita, mas Charles começa a suspeitar quando sua mãe mostra interesse em Cassie; Faye pede a um estranho misterioso (ator convidado Grey Damon) para ajudá-la com um feitiço. |                                 |                 |                                  |                         |                                 |
| 11 | "Fire/Ice (Fogo/Gelo)"          | Joshua Butler   | Holly Henderson e Don Whitehead  | 12 de janeiro de 2012   | 1.93 / 0.8                      |
| Cassie pede a Adam para ajudá-la a pesquisar o passado de seu pai, e sua busca os leva para um lugar estranhamente familiar. Ela também reacende sua antiga paixão quando Adam, feliz por estar passando um tempo com Cassie novamente, pede a ela para ir ao baile de Fogo e Gelo. Mas por causa de sua amizade com Diana, Cassie é forçada a dar uma resposta surpreendente. Faye pede a Lee para ajudá-la com um feitiço que vai conceder-lhe magia individual. Infelizmente, o feitiço tem alguns efeitos colaterais terríveis que quase destrói o Círculo. |                                 |                 |                                  |                         |                                 |
| 12 | "Witness (Testemunha)"          | Eagle Egilsson  | Dana Baratt                      | 19 de janeiro de 2012   | 1.63 / 0.7                      |
| Jake retorna e oferece a Cassie uma chance de finalmente saber o que aconteceu na noite em que seu pai morreu, mas Diana e Adam suspeitam de seus motivos; Faye está presa em uma situação perigosa. |                                 |                 |                                  |                         |                                 |
| 13 | "Medallion (Medalhão)"          | Liz Friedlander | Andrew Miller e Andrea Newman    | 2 de fevereiro de 2012  | 1.75 / 0.7                      |
| Cassie pede ajuda do Círculo quando ela recebe um aviso assustador sobre o retorno dos caçadores de bruxas. Ao mesmo tempo, seus verdadeiros sentimentos por Adam e Jake vêm à tona durante uma festa de aniversário que Ethan decide dar com a ajuda de Diana. Enquanto isso, Faye e Melissa tentam ter seus próprios poderes individuais quando elas mexem com o "Espírito do Diabo" de Lee. |                                 |                 |                                  |                         |                                 |
| 14 | "Valentine (Dia dos Namorados)" | Dave Barrett    | Roger Grant                      | 9 de fevereiro de 2012  | 1.82 / 0.8                      |
| É Dia dos Namorados em Chance Harbor. Em homenagem ao feriado, Faye e Melissa decidem dar uma festa do pijama pra elas, Diana e Cassie. Mas a noite fica mais selvagem do que o esperado quando Melissa oferece a Diana o "Espírito do Diabo". Enquanto isso, Cassie é forçada a pedir ajuda a Adam e Jake depois que ela começa a ser assombrada pelos espíritos de alguns bruxos vingativos. |                                 |                 |                                  |                         |                                 |
| 15 | "Return (Regresso)"             | Brad Turner     | David Ehrman                     | 16 de fevereiro de 2012 | 1.71 / 0.7                      |
| Cassie fica atordoada quando uma figura do mal de seu passado aparece em sua porta (ator convidado Joe Lando). Entretanto, sua surpresa rapidamente se torna em suspeita quando ele pede que Cassie devolva o medalhão que ela encontrou nos destroços causado pelo fogo que matou seus pais. Cassie foge, mas é capturada por Eben e seu bando de caçadores de bruxos. Jake se oferece em troca da liberdade de Cassie, e quando Adam percebe que eles estão em apuros, ele chama o círculo. Enquanto isso, Faye e Diana estão preocupadas quando Melissa começa a passar mais tempo com Callum (ator convidado Michael Graziadei).                                                                               |                                 |                 |                                  |                         |                                 |
| 16 | "Lucky (Sortudo)"               | Joshua Butler   | Katie Wech                       | 15 de março de 2012     | 1.61 / 0.7                      |
| Cassie surpreendente Blackwell andando perto casa abandonada. Depois de confiar em Adam, ele diz que sabe que Blackwell estava procurando por um dispositivo para "sugar" seus poderes, claramente ele está retomando aos seus velhos hábitos. Faye vai até à casa de Lee para convidá-lo para um evento de arrecadação de fundos na escola, mas é surpreendida quando Eva (atriz convidada Alexia Fast) a cumprimenta dizendo ser a namorada de Lee. Enquanto isso, Melissa incentiva Diana a sair com alguém novo, e sugere um cara que acabou de chegar à cidade (ator convidado Tim Phillipps). Dawn vai atrás de Blackwell na escola, mas o encontro não é bem o que ela esperava.                            |                                 |                 |                                  |                         |                                 |
| 17 | "Curse (Maldição)"              | John Fawcett    | Don Whitehead & Holly Henderson  | 22 de março de 2012     | 1.72 / 0.7                      |
| Blackwell diz a Cassie e Adam que seu amor é tanto um destino como uma maldição; Eva persegue Faye; Charles age contra Blackwell. |                                 |                 |                                  |                         |                                 |
| 18 | "Sacrifice (Sacrificio)"        | Nick Copus      | David Ehrman                     | 29 de março de 2012     | 1.33 / 0.6                      |
| Um velho com conhecimentos dos caçadores de Jake aparece com uma mensagem para Blackwell; Cassie descobre o que Eben está planejando; Diana teme que seu segredo esteja colocando uma barreira entre ela e Grant; Faye e Melissa fazem um acordo com Adam. |                                 |                 |                                  |                         |                                 |
| 19 | "Crystals (Cristais)"           | Omar Madha      | Micah Schraft                    | 19 de abril de 2012     | 1.14 / 0.5                      |
| Para se proteger dos caçadores de bruxos, Jake, Cassie e Faye procuram o avô de Jake, Royce (ator convidado John de Lancie) para encontrar o cristal da família e são confrontados com teorias perturbadoras sobre os eventos de 16 anos antes. Enquanto isso, Diana tenta balancear a perseguição do cristal Glaser junto com Melissa e Adam , com sua vida romântica com Grant (ator convidado Tim Phillipps), que exige saber o que ela está escondendo. No mesmo tempo, Callum (ator convidado Michael Graziadei) tenta voltar para a vida de Melissa. Charles e Jane (atriz convidada Ashley Crow) planejam seu movimento contra Blackwell (ator convidado Joe Lando).                                        |                                 |                 |                                  |                         |                                 |
| 20 | "Traitor (Traidor)"             | Eagle Egilsson  | Roger Grant & Katie Wech         | 26 de abril de 2012     | 1.15 / 0.5                      |
| Quando um cristal é magicamente roubado da casa abandonada, o círculo supõe que foi o traidor que está trabalhando com Eben (Sammi Rotibi), então Jake se reúne com Isaac (JR Bourne) para ver se ele consegue o fazer mudar os lados. O poder solto da magia negra de Cassie ameaça a destruir qualquer aliança quando o traidor os leva para o “Lugar mais horripilante da Terra.” Enquanto isso, Faye e Jake trabalham juntos para roubar o cristal de Dawn, Melissa e Adam se unem e descobrem um novo truque mágico. Enquanto isso, Diana frustrada pede ajuda para Charles.Eless pegam o cristal e descobrem que o traidor é Nick.                                                                           |                                 |                 |                                  |                         |                                 |
| 21 | "Prom (Baile)"                  | Alex Zakrzewski | Holly Henderson & Don Whitehead  | 3 de maio de 2012       | 1,23 / 0.5                      |
| É a noite do baile em Chance Harbor, e depois que Adam descobre que há um cristal escondido na escola, Blackwell (Joe Lando) diz a Cassie que ela pode usar sua magia negra para achá-lo. Quando Cassie segue o conselho, isso a leva a uma descoberta perigosa. Enquanto isso, Faye convida Jake para o baile, apesar de ele a ter deixado dois anos antes. Adam, Diana, Cassie e Melissa finalmente chegam ao baile, mas quando eles perdem o cristal para Eben, eles acabam em uma situação de vida ou morte. Enquanto isso, Dawn tenta barrar Blackwell, que joga um feitiço mortal em Charles. |                                 |                 |                                  |                         |                                 |
| 22 | "Family (Família)"              | Dave Barrett    | Andrew Miller & Andrea Newman    | 10 de maio de 2012      | 1,28 / 0.6                      |
| Cassie e Diana acalmam sua magia negra, Charles e Dawn dão o primeiro passo para a restauração de seus poderes e Faye luta por sua vida no final da temporada -- Após Faye ser atacada por caçadores de bruxas, Jake, Melissa e Adam saem em sua busca. Blackwell conta para Cassie e Diana que a única maneira de parar os caçadores de bruxas é usando seu sangue Balcoin para controlar a caveira de cristal. Diana está relutante, mas Cassie a convence dizendo que essa é a única maneira de ajudar sua amiga, mas ela irá precisar usar sua magia negra para fazê-lo. Enquanto isso, Dawn e Charles são confrontados com uma nova maneira para obterem seus poderes de volta... mas com um alto custo       |                                 |                 |                                  |                         |                                 |

## Referencias
1. 1 2  O Círculo Secreto. SBT, página visitada dia 15 de abril de 2013.
2. 1 2  «The CW Cancels Ringer and Secret Circle, Renews Hart of Dixie For Season 2». Consultado em 11 de maio de 2012
3. ↑  «Atores de The Secret Circle». Consultado em 15 de abril de 2012
4. ↑  http://tvbythenumbers.zap2it.com/2011/09/16/thursday-final-ratings-the-vampire-diaries-wipeout-adjusted-up/103906/
5. ↑  http://tvbythenumbers.zap2it.com/2011/09/23/thursday-finals-big-bang-theory-the-x-factor-parks-recreation-and-whitney-adjusted-up/104707/
6. ↑  http://tvbythenumbers.zap2it.com/2011/09/30/thursday-final-ratings-x-factor-the-big-bang-theory-greys-anatomy-the-office-the-secret-circle-mentalist-adjusted-up/105546/
7. ↑  http://tvbythenumbers.zap2it.com/2011/10/07/thursday-final-ratings-x-factor-the-big-bang-theory-greys-anatomy-the-office-person-of-interest-parks-private-practice-down/106528/
8. ↑  http://tvbythenumbers.zap2it.com/2011/10/14/thursday-final-ratings-big-bang-theory-greys-anatomy-office-person-of-interest-x-factor-adjusted-up-private-practice-adjusted-down/107299/
9. ↑  http://tvbythenumbers.zap2it.com/2011/10/21/thursday-final-ratings-world-series-big-bang-greys-vampire-diaries-adjusted-up-rules-private-practice-adjusted-down/108043/
10. ↑  http://tvbythenumbers.zap2it.com/2011/10/28/thursday-final-ratings-world-series-game-6-finals-big-bang-vampire-diaries-office-person-adjusted-up-rules-secret-circle-whitney-prime-suspect-adjusted-down/108807/
11. ↑  http://tvbythenumbers.zap2it.com/2011/11/04/thursday-final-ratings-big-bang-theory-the-x-factor-parks-recreation-the-office-vampire-diaries-greys-anatomy-adjusted-up/109650/
12. ↑  http://tvbythenumbers.zap2it.com/2011/11/11/thursday-final-ratings-big-bang-theory-greys-prime-suspect-adjusted-up-bones-rules-private-practice-adjusted-down/110412/
13. ↑  http://tvbythenumbers.zap2it.com/2012/01/06/thursday-final-ratings-the-vampire-diaries-adjusted-up/115573/
14. ↑  http://tvbythenumbers.zap2it.com/2012/01/13/thursday-final-ratings-big-bang-theory-adjusted-up-private-practice-adjusted-down/116462/
15. ↑  http://tvbythenumbers.zap2it.com/2012/01/20/thursday-final-ratings-big-bang-theory-tops-american-idol-1st-half-hour-office-mentalist-greys-adj-up-person-rob-parks-adj-down/117089/
16. ↑  http://tvbythenumbers.zap2it.com/2012/02/03/tv-ratings-thursday-person-of-interest-at-series-high-american-idol-30-rock-office-the-firm-wipeout-hit-lows/118513/
17. ↑  http://tvbythenumbers.zap2it.com/2012/02/10/thursday-final-ratings-the-big-bang-theory-american-idol-greys-anatomy-the-mentalist-vampire-diaries-adjusted-up-rob-private-practice-the-finder-up-all-nig/119426/
18. ↑  http://tvbythenumbers.zap2it.com/2012/02/17/thursday-final-ratings-american-idol-vampire-diaries-greys-anatomy-big-bang-theory-30-rock-office-adjusted-up-person-of-interest-mentalist-adjusted-down/120429/
19. ↑  http://tvbythenumbers.zap2it.com/2012/03/16/tv-ratings-thursday-missing-premieres-below-charlies-angels-community-jumps-on-return-awake-steadies/124734/
20. ↑  http://tvbythenumbers.zap2it.com/2012/03/23/thursday-final-ratings-american-idol-touch-30-rock-up-all-night-adjusted-up/125792/
21. ↑  http://tvbythenumbers.zap2it.com/2012/03/30/thursday-final-ratings-american-idolthe-big-bang-theory-missing-and-vampire-diaries-adjusted-up-rules-and-touch-adjusted-down/126702/
22. ↑  http://tvbythenumbers.zap2it.com/2012/04/20/thursday-final-ratings-american-idol-greys-anatomy-awake-scandal-parks-and-recreation-adjusted-down/130065/
23. ↑  http://tvbythenumbers.zap2it.com/2012/04/27/thursday-final-ratings-idol-big-bang-theory-greys-the-vampire-diariesmentalist-scandal-adjusted-down/131096/
24. ↑  http://tvbythenumbers.zap2it.com/2012/05/04/thursday-final-ratingsthe-big-bang-theory-american-idol-vampire-diaries-greys-anatomy-adjusted-up-secret-circle-the-mentalist-scandal-adjusted-down/132411/
25. ↑  http://tvbythenumbers.zap2it.com/2012/05/11/thursday-final-ratings-big-bang-theory-idol-vampire-diaries-office-secret-circle-greys-adjusted-up-touch-scandal-adjusted-down/133458/